# Silvia Felipo
Silvia Felipo (Barcelona, 4 februari 1967) is een Andorrese (middel)lange-afstandsloopster, die is gespecialiseerd in de 1500 m. Ze werd vijfmaal nationaal kampioen. Tweemaal nam ze deel aan de Olympische Spelen en behaalde hierbij geen medailles. Felipo is nationaal recordhouder op de 1000 m, de 1500 m, de mijl, de 3000 m indoor, de 5000 m, de 10.000 m, en de halve marathon.
Op de Olympische Spelen in 2000 in Sydney werd ze met een tijd van 4.45,32 uitgeschakeld in de
eerste ronde. Ook in 2004 kwalificeerde ze zich voor de olympische 1500 m: in een tijd van 4.44,40 kwam ze
opnieuw niet verder dan de reeksen.

## Titels
- Andorrees kampioen 800 m: 2003
- Andorrees kampioen 1500 m: 2002, 2003
- Andorrees kampioen 3000 m: 2002, 2003

## Persoonlijke records
Outdoor
| Onderdeel      | Prestatie           | Datum            | Plaats                    |
| -------------- | ------------------- | ---------------- | ------------------------- |
| 800 m          | 2.20,66             | 2 juli 2002      | Andorra la Vella          |
| 1000 m         | 3.09,51 (nat. rec.) | 14 oktober 2000  | Sydney                    |
| 1500 m         | 4.38,90 (nat.rec.)  | 4 juli 2002      | Mataró                    |
| Mijl           | 5.15,00 (nat.rec.)  | 7 augustus 2001  | Andorra                   |
| 3000 m         | 10.00,55 (nat.rec.) | 24 juli 2002     | L'Hospitalet de Llobregat |
| 5000 m         | 17.19,43 (nat.rec.) | 29 juni 2002     | Igualada                  |
| 10.000 m       | 36.38,60 (nat.rec.) | 19 maart 2005    | Mataró                    |
| halve marathon | 1:22.43 (nat.rec.)  | 13 februari 2005 | Gavà                      |

Indoor
| Onderdeel | Prestatie | Datum           | Plaats                 |
| --------- | --------- | --------------- | ---------------------- |
| 1500 m    | 4.44,41   | 30 januari 2005 | Vilafranca del Penedès |
| 3000 m    | 10.09,24  | 6 februari 2005 | Vilafranca del Penedès |

## Prestaties
| Jaar | Wedstrijd | Plaats | Resultaat | Onderdeel | Tijd     |
| ---- | --------- | ------ | --------- | --------- | -------- |
| 2002 | EK Indoor | Wenen  | 17e       | 3000 m    | 10.16,31 |